# Jacinto Espinel y Adorno
Jacinto Espinel y Adorno (Biscaia, - Japó, 1635) fou un escriptor i religiós espanyol, de l'orde dels dominics.
Fou professors de diversos col·legis de la seva Orde, fins que a petició pròpia, passà a les Filipines el 1625. Després d'estudiar la llengua japonesa, fou enviat a Formosa (avui Taiwan), on portà a fi nombroses conversions. Després va voler traslladar-se al Japó, d'on feia poc havien estat expulsats els missioners cristians, i s'embarcà en un Jonc, junt amb un altre religiós, però el capità de la nau, quan ja estaven a la vista de les costes japoneses, els va fer ficar en un sac a cadascun i els llençà al mar.

## Obra
- El premio de la constancia[1]
- Pastores de Sierra Bermeja (1620)
- Vocabulario japonès y español (Manila, 1630)
- Vocabulario de la llengua de los indios de Tan-Chuy (Formosa)
- Traducción a la llengua Tan-Chuy de toda la doctrina cristiana (Manila, 1691)